# Torneo Apertura 2017 (Uruguay)
El Torneo Apertura 2017 constituyó el primer certamen del 114.º Campeonato de Primera División del fútbol uruguayo organizado por la AUF.
El torneo, fue nombrado Señor Luis Alberto Fígoli en honor al exdirigente de River Plate.

## Participantes

### Ascensos y descensos
Un total de 16 equipos disputaron el torneo, incluyendo 15 equipos del Campeonato Uruguayo 2016 y uno ascendido desde el Campeonato Uruguayo de Segunda División 2016.
| Club             | Ascendido como                |
| ---------------- | ----------------------------- |
| El Tanque Sisley | Campeón Segunda División 2016 |

| Club           | Descendido como             |
| -------------- | --------------------------- |
| Villa Española | 16° Tabla del descenso 2016 |

### Información de equipos
Todos los datos estadísticos corresponden únicamente a los Campeonatos Uruguayos organizados por la Asociación Uruguaya de Fútbol; no se incluyen los torneos de la FUF de 1923, 1924 ni el Torneo del Consejo Provisorio 1926 en las temporadas contadas.
Por su parte, tanto Plaza Colonia como Boston River  y El Tanque Sisley presentaron al Estadio Suppici, Estadio Juan Antonio Lavalleja y al Campeones Olímpicos, respectivamente, como su estadio exclusivo, pero son de propiedad municipal.
En cursiva los técnicos nuevos que se incorporaron para el campeonato o en el transcurso de las fechas.
| Equipo            | Entrenador         | Estadio                | Capacidad | Temp. en 1.ª | Temp. consecutivas | Temp. anterior |
| ----------------- | ------------------ | ---------------------- | --------- | ------------ | ------------------ | -------------- |
| Boston River      | Alejandro Apud     | Estadio Nasazzi        | 7.000     | 2            | 2                  | 6º             |
| Cerro             | Diego Barragán     | Luis Tróccoli          | 25.000    | 72           | 11                 | 7º             |
| Danubio           | Gastón Machado     | Jardines del Hipódromo | 18.000    | 68           | 48                 | 3º             |
| Defensor Sporting | Eduardo Acevedo    | Luis Franzini          | 16.000    | 91           | 53                 | 4º             |
| El Tanque Sisley  | Raúl Möller        | Campeones Olímpicos    | 7.000     | 7            | 1                  | SD             |
| Fénix             | Gustavo Ferrín     | Parque Capurro         | 5.500     | 36           | 9                  | 9º             |
| Juventud          | José Puente        | Parque Artigas         | 5.500     | 12           | 6                  | 11º            |
| Liverpool         | Alejandro Bertoldi | Belvedere              | 8.500     | 76           | 3                  | 5º             |
| Nacional          | Martín Lasarte     | Gran Parque Central    | 26.500    | 113          | 113                | 1º             |
| Peñarol           | Leonardo Ramos     | Campeón del Siglo      | 40.005    | 112          | 89                 | 14º            |
| Plaza Colonia     | Edgardo Arias      | Alberto Suppici        | 15.000    | 8            | 3                  | 15º            |
| Racing            | Pablo Peirano      | Parque Roberto         | 8.500     | 51           | 10                 | 8º             |
| Rampla Juniors    | "Ronco" López      | Estadio Olímpico       | 6.000     | 69           | 2                  | 13º            |
| River Plate       | Pablo Tiscornia    | Parque Saroldi         | 5.165     | 69           | 14                 | 10º            |
| Sud América       | Damián Timpani     | Parque Palermo         | 6.500     | 51           | 5                  | 12º            |
| Wanderers         | Jorge Giordano     | Parque Viera           | 10.000    | 101          | 18                 | 2º             |

### Equipos por departamento
Lugar de origen de cada club, donde se encuentra su sede. Son 14 equipos de la capital del país, mientras que otros 2 corresponden a Canelones y Colonia.
| Departamento | N.º | Equipos |
| ------------ | --- | --- |
| Montevideo   | 14  | Boston River, Cerro, Danubio, Defensor Sporting, El Tanque Sisley, Fénix, Liverpool, Nacional, Peñarol, Racing, Rampla Juniors, River Plate, Sud América y Wanderers |
| Canelones    | 1   | Juventud |
| Colonia      | 1   | Plaza Colonia |

Ubicación de los estadios en que ofician de local los equipos
| Escala nacional                                                       | Escala montevideana                                                                                              | Escala montevideana |
| --------------------------------------------------------------------- | --- | --- |
| Juventud Plaza Colonia Boston River El Tanque Montevideo (12 equipos) | Cerro Rampla Liverpool Defensor Sporting Nacional Peñarol Racing Wanderers River Plate Sud América Fénix Danubio | - Plaza Colonia oficia de local en el estadio Alberto Suppici de la ciudad de Colonia del Sacramento. - Boston River oficia de local en el estadio Juan Antonio Lavalleja de la ciudad de Trinidad. - El Tanque Sisley oficia de local en el estadio Campeones Olímpicos de la ciudad de Florida. - Los círculos en color azul señalan en el plano nacional a los equipos que no son originalmente locatarios en esa ciudad; en el plano montevideano, señala a los equipos a los que no les pertenece el estadio que están usufructuando como locatarios. |

### Cambios de entrenadores
En cursiva se señalan los entrenadores interinos.
| Equipo         | Entrenador (jornadas)                                                       |
| -------------- | --------------------------------------------------------------------------- |
| Plaza Colonia  | Leonel Rocco (1-4) Carlos Manta (5) Roberto García (6) Edgardo Arias (7-15) |
| Danubio        | Pablo Rodríguez (1-5) Gastón Machado (6-15)                                 |
| River Plate    | Julio Comesaña (1-6) Pablo Tiscornia (7-15)                                 |
| Liverpool      | Mario Saralegui (1-7) Alejandro Bertoldi (8-15)                             |
| Juventud       | Santiago Ostolaza (1-8) José Puente (9-15)                                  |
| Sud América    | Galiana (1-8) Damián Timpani (9-15)                                         |
| Rampla Juniors | Fernando Araújo (1-11) "Ronco" López (12-15)                                |
| Racing         | Ney Morales (1-13) Pablo Peirano (14-15)                                    |

## Clasificación

### Tabla de posiciones
|                                          | Pos. | Equipos               | PJ | PG | PE | PP | GF | GC | Dif. | Puntos |
| ---------------------------------------- | ---- | --------------------- | -- | -- | -- | -- | -- | -- | ---- | ------ |
|                                          | 1.   | Defensor Sporting (C) | 15 | 11 | 3  | 1  | 25 | 13 | +12  | 36     |
|                                          | 2.   | Nacional              | 15 | 11 | 2  | 2  | 26 | 15 | +11  | 35     |
|                                          | 3.   | Peñarol               | 15 | 7  | 7  | 1  | 29 | 12 | +17  | 28     |
|                                          | 4.   | Cerro                 | 15 | 7  | 4  | 4  | 26 | 18 | +8   | 25     |
|                                          | 5.   | Boston River          | 15 | 7  | 2  | 6  | 21 | 15 | +6   | 23     |
|                                          | 6.   | Wanderers             | 15 | 7  | 1  | 7  | 26 | 24 | +2   | 22     |
|                                          | 7.   | Rampla Juniors        | 15 | 6  | 3  | 6  | 20 | 23 | -3   | 21     |
|                                          | 8.   | Danubio               | 15 | 4  | 7  | 4  | 17 | 16 | +1   | 19     |
|                                          | 9.   | El Tanque Sisley      | 15 | 6  | 1  | 8  | 20 | 29 | -9   | 19     |
|                                          | 10.  | River Plate           | 15 | 4  | 6  | 5  | 14 | 17 | -3   | 18     |
|                                          | 11.  | Fénix                 | 15 | 4  | 4  | 7  | 21 | 20 | +1   | 16     |
|                                          | 12.  | Racing                | 15 | 4  | 3  | 8  | 16 | 23 | -7   | 15     |
|                                          | 13.  | Liverpool             | 15 | 3  | 6  | 6  | 14 | 23 | -9   | 15     |
|                                          | 14.  | Juventud              | 15 | 3  | 5  | 7  | 19 | 24 | -5   | 14     |
|                                          | 15.  | Plaza Colonia         | 15 | 3  | 5  | 7  | 16 | 22 | -6   | 14     |
|                                          | 16.  | Sud América           | 15 | 2  | 3  | 10 | 18 | 34 | -16  | 9      |
| Última actualización: 14 de mayo de 2017 |      |                       |    |    |    |    |    |    |      |        |

|  | Campeón del Torneo Apertura y clasificado a semifinal de la definición del Campeonato Uruguayo. |

### Evolución de la clasificación
| Jornada / Equipo  | 1  | 2  | 3  | 4  | 5  | 6  | 7  | 8  | 9  | 10 | 11 | 12 | 13 | 14 | 15 |
| Jornada / Equipo  |    |    |    |    |    |    |    |    |    |    |    |    |    |    |    |
| ----------------- | -- | -- | -- | -- | -- | -- | -- | -- | -- | -- | -- | -- | -- | -- | -- |
| Defensor Sporting | 4  | 7  | 4  | 2  | 2  | 3  | 3  | 3  | 4  | 2  | 2  | 2  | 2  | 1  | 1  |
| Nacional          | 5  | 1  | 1  | 3  | 3  | 2  | 2  | 1  | 1  | 1  | 1  | 1  | 1  | 2  | 2  |
| Peñarol           | 1  | 2  | 5  | 4  | 5  | 6  | 4  | 5  | 5  | 3  | 3  | 3  | 3  | 3  | 3  |
| Cerro             | 3  | 6  | 3  | 1  | 1  | 1  | 1  | 2  | 3  | 4  | 4  | 4  | 4  | 4  | 4  |
| Boston River      | 8  | 5  | 7  | 9  | 9  | 9  | 9  | 10 | 8  | 7  | 7  | 7  | 5  | 5  | 5  |
| Wanderers         | 11 | 4  | 2  | 6  | 4  | 8  | 5  | 4  | 2  | 5  | 5  | 5  | 6  | 6  | 6  |
| Rampla Juniors    | 14 | 12 | 12 | 8  | 8  | 5  | 7  | 8  | 10 | 9  | 10 | 10 | 11 | 7  | 7  |
| Danubio           | 9  | 10 | 10 | 13 | 14 | 14 | 11 | 11 | 12 | 13 | 12 | 11 | 10 | 11 | 8  |
| El Tanque Sisley  | 16 | 8  | 9  | 7  | 7  | 4  | 6  | 7  | 6  | 6  | 6  | 6  | 7  | 8  | 9  |
| River Plate       | 7  | 14 | 14 | 14 | 13 | 15 | 15 | 13 | 11 | 11 | 9  | 9  | 8  | 9  | 10 |
| Fénix             | 2  | 3  | 6  | 5  | 6  | 7  | 8  | 6  | 7  | 8  | 8  | 8  | 9  | 10 | 11 |
| Racing            | 13 | 16 | 13 | 10 | 10 | 11 | 10 | 9  | 9  | 10 | 11 | 12 | 12 | 12 | 12 |
| Liverpool         | 6  | 9  | 8  | 11 | 12 | 13 | 16 | 16 | 14 | 15 | 16 | 15 | 15 | 14 | 13 |
| Juventud          | 12 | 11 | 11 | 12 | 11 | 10 | 13 | 15 | 16 | 16 | 15 | 13 | 13 | 15 | 14 |
| Plaza Colonia     | 10 | 13 | 15 | 15 | 16 | 12 | 14 | 12 | 13 | 12 | 13 | 14 | 14 | 13 | 15 |
| Sud América       | 15 | 15 | 16 | 16 | 15 | 16 | 12 | 14 | 15 | 14 | 14 | 16 | 16 | 16 | 16 |

### Fixture

#### Fecha 1
Los partidos Sud América-Fénix y Cerro-Racing inauguraron el Torneo el sábado 4 de febrero. Al minuto 42 Maureen Franco convirtió el primer gol de la temporada y gracias a su anotación Cerro triunfó ante Racing. Fueron televisados los juegos Cerro-Racing, Juventud-Nacional y Peñarol-El Tanque Sisley.
Debido al mejor saldo de goles, el Club Atlético Peñarol quedó en primera posición al final de la primera fecha, puesto compartido con Fénix, Cerro, Defensor Sporting y Nacional.
| Sud América       | 0:2 | Fénix            | Parque Palermo         | 4 de febrero | 17:00 |
| Cerro             | 1:0 | Racing           | Luis Tróccoli          | 4 de febrero | 17:00 |
| Juventud          | 0:1 | Nacional         | Centenario             | 4 de febrero | 20:00 |
| River Plate       | 1:1 | Liverpool        | Parque Saroldi         | 5 de febrero | 17:00 |
| Danubio           | 0:0 | Wanderers        | Jardines del Hipódromo | 5 de febrero | 17:00 |
| Defensor Sporting | 1:0 | Rampla Juniors   | Luis Franzini          | 5 de febrero | 17:00 |
| Plaza Colonia     | 0:0 | Boston River     | Alberto Suppici        | 5 de febrero | 17:00 |
| Peñarol           | 4:0 | El Tanque Sisley | Campeón del Siglo      | 5 de febrero | 17:30 |

#### Fecha 2
Se jugaron 3 partidos a las 17hs el 11 de febrero, para dar comienzo a la segunda fecha. Fueron televisados los partidos Liverpool-Peñarol, El Tanque Sisley-Racing, Boston River-River Plate y Nacional-Danubio.
El único equipo que logró un triunfo en la primera y segunda fecha fue Nacional, por lo que quedaron como líderes en solitario con 6 puntos.
| Fénix             | 1:1 | Juventud      | Parque Capurro      | 11 de febrero | 17:00 |
| Defensor Sporting | 1:1 | Cerro         | Luis Franzini       | 11 de febrero | 17:00 |
| Liverpool         | 0:0 | Peñarol       | Belvedere           | 11 de febrero | 17:00 |
| El Tanque Sisley  | 3:2 | Racing        | Campeones Olímpicos | 11 de febrero | 19:30 |
| Wanderers         | 3:1 | Plaza Colonia | Parque Viera        | 12 de febrero | 17:00 |
| Rampla Juniors    | 0:0 | Sud América   | Olímpico            | 12 de febrero | 17:00 |
| Boston River      | 2:0 | River Plate   | Nasazzi             | 12 de febrero | 17:00 |
| Nacional          | 2:1 | Danubio       | Gran Parque Central | 12 de febrero | 20:00 |

#### Fecha 3
Tres partidos dieron inicio a la tercera fecha el sábado 18 de febrero a las 17 hs, pero ninguno de ellos será televisado. Transmitieron por TV los juegos entre Plaza Colonia-Nacional, Cerro-El Tanque Sisley y Peñarol-Boston River.
Nacional ganó su partido, por lo que con puntaje ideal mantuvo el liderato. En el encuentro Danubio-Fénix, se produjo el primer hat-trick del torneo, Fabián Estoyanoff convirtió por triplicado para los de Capurro, su último gol fue una chilena que significó el empate final.
| Racing        | 1:1 | Liverpool         | Parque Roberto         | 18 de febrero | 17:00 |
| Danubio       | 4:4 | Fénix             | Jardines del Hipódromo | 18 de febrero | 17:00 |
| Juventud      | 2:2 | Rampla Juniors    | Parque Artigas         | 18 de febrero | 17:00 |
| Plaza Colonia | 0:1 | Nacional          | Alberto Suppici        | 18 de febrero | 20:00 |
| Cerro         | 4:3 | El Tanque Sisley  | Luis Tróccoli          | 19 de febrero | 17:00 |
| River Plate   | 1:2 | Wanderers         | Parque Saroldi         | 19 de febrero | 17:00 |
| Sud América   | 1:2 | Defensor Sporting | Parque Palermo         | 19 de febrero | 17:00 |
| Peñarol       | 0:0 | Boston River      | Campeón del Siglo      | 19 de febrero | 20:00 |

#### Fecha 4
La fecha comenzó el viernes 24 de febrero por la noche, con la disputa del partido entre Defensor y Juventud.
El encuentro entre Wanderers y Peñarol fue televisado. Dos clubes quedaron como líderes en solitario, Cerro y Defensor Spoting, con 10 puntos.
Fue suspendido antes de que comience, el partido entre Nacional y River Plate, debido a inconvenientes en el Parque Central. La Comisión Disciplinaria decidió prohibirle a Nacional utilizar su estadio por 5 fechas, sin pérdida de puntos. Finalmente jugaron el 29 de marzo, en el Parque Viera, empataron sin goles.
| Defensor Sporting | 2:1 | Juventud         | Luis Franzini  | 24 de febrero | 20:15 |
| Boston River      | 0:1 | Racing           | Nasazzi        | 25 de febrero | 16:30 |
| Sud América       | 0:6 | Cerro            | Parque Palermo | 25 de febrero | 17:00 |
| Wanderers         | 0:4 | Peñarol          | Parque Viera   | 25 de febrero | 17:00 |
| Liverpool         | 1:2 | El Tanque Sisley | Belvedere      | 26 de febrero | 17:00 |
| Rampla Juniors    | 2:0 | Danubio          | Olímpico       | 26 de febrero | 17:00 |
| Fénix             | 4:1 | Plaza Colonia    | Parque Capurro | 26 de febrero | 17:00 |
| Nacional          | 0:0 | River Plate      | Parque Viera   | 29 de marzo   | 16:00 |

#### Fecha 5
En el sorteo del fixture, el partido clásico entre Peñarol y Nacional salió para la correspondiente fecha, pero debido a problemas de seguridad fue postergado hasta el 5 de abril a las 20:30
Fueron televisados los juegos entre Cerro-Liverpool y Danubio-Defensor Sporting, debido a que tanto Cerro como Defensor ganaron sus partidos, mantuvieron la punta del campeonato, con 13 puntos sobre 15 disputados.
El jugador Cristian Palacios convirtió un triplete para Wanderers, fue el segundo del torneo.
| Juventud         | 2:2 | Sud América       | Parque Artigas         | 4 de marzo | 16:30 |
| Cerro            | 2:1 | Liverpool         | Luis Tróccoli          | 4 de marzo | 16:30 |
| River Plate      | 0:0 | Fénix             | Parque Saroldi         | 4 de marzo | 16:30 |
| Plaza Colonia    | 0:1 | Rampla Juniors    | Alberto Suppici        | 5 de marzo | 16:30 |
| Racing           | 0:3 | Wanderers         | Parque Roberto         | 5 de marzo | 16:30 |
| El Tanque Sisley | 1:0 | Boston River      | Campeones Olímpicos    | 5 de marzo | 16:30 |
| Danubio          | 0:2 | Defensor Sporting | Jardines del Hipódromo | 5 de marzo | 16:30 |
| Peñarol          | 1:1 | Nacional          | Centenario             | 5 de abril | 20:30 |

#### Fecha 6
Los partidos televisados fueron Fénix-Peñarol, Defensor-Plaza Colonia y Nacional-Racing.
Los líderes perdieron puntos, Defensor Sporting fue derrotado y Cerro empató, de igual forma los de la villa mantuvieron el primer puesto con 14 puntos, uno más que Defensor.
| «Campeones Sudamericanos Sub 20 – Ecuador 2017» | «Campeones Sudamericanos Sub 20 – Ecuador 2017» | «Campeones Sudamericanos Sub 20 – Ecuador 2017» | «Campeones Sudamericanos Sub 20 – Ecuador 2017» | «Campeones Sudamericanos Sub 20 – Ecuador 2017» | «Campeones Sudamericanos Sub 20 – Ecuador 2017» |
| Local                                           | Resultado                                       | Visitante                                       | Estadio                                         | Fecha                                           | Hora                                            |
| ----------------------------------------------- | ----------------------------------------------- | ----------------------------------------------- | ----------------------------------------------- | ----------------------------------------------- | ----------------------------------------------- |
| Sud América                                     | 2:2                                             | Danubio                                         | Parque Palermo                                  | 11 de marzo                                     | 16:30                                           |
| Rampla Juniors                                  | 3:0                                             | River Plate                                     | Olímpico                                        | 11 de marzo                                     | 16:30                                           |
| Fénix                                           | 2:2                                             | Peñarol                                         | Jardines del Hipódromo                          | 11 de marzo                                     | 16:30                                           |
| Defensor Sporting                               | 1:3                                             | Plaza Colonia                                   | Luis Franzini                                   | 12 de marzo                                     | 16:30                                           |
| Wanderers                                       | 1:2                                             | El Tanque Sisley                                | Alfredo Víctor Viera                            | 12 de marzo                                     | 16:30                                           |
| Boston River                                    | 3:1                                             | Liverpool                                       | Nasazzi                                         | 12 de marzo                                     | 16:30                                           |
| Juventud                                        | 1:1                                             | Cerro                                           | Parque Artigas                                  | 12 de marzo                                     | 16:30                                           |
| Nacional                                        | 3:2                                             | Racing                                          | Gran Parque Central                             | 12 de marzo                                     | 20:00                                           |

#### Fecha 7
Cristian Palacios anotó por triplicado para Wanderers, fue su segundo hat-trick en el torneo.
Se transmitieron cuatro partidos por TV, el sábado fueron Cerro-Boston River y El Tanque Sisley-Nacional, mientras que el domingo River Plate-Defensor Sporting y Peñrol-Rampla Juniors.
Debido a que el líder Cerro ganó su partido, mantuvo la punta con 17 puntos de 21 posibles.
| «Fundadores del C. C. y D. El Tanque Sisley Dr. Víctor Della Valle - Sr. Enrique Fessler» | «Fundadores del C. C. y D. El Tanque Sisley Dr. Víctor Della Valle - Sr. Enrique Fessler» | «Fundadores del C. C. y D. El Tanque Sisley Dr. Víctor Della Valle - Sr. Enrique Fessler» | «Fundadores del C. C. y D. El Tanque Sisley Dr. Víctor Della Valle - Sr. Enrique Fessler» | «Fundadores del C. C. y D. El Tanque Sisley Dr. Víctor Della Valle - Sr. Enrique Fessler» | «Fundadores del C. C. y D. El Tanque Sisley Dr. Víctor Della Valle - Sr. Enrique Fessler» |
| Local                                                                                     | Resultado                                                                                 | Visitante                                                                                 | Estadio                                                                                   | Fecha                                                                                     | Hora                                                                                      |
| ----------------------------------------------------------------------------------------- | ----------------------------------------------------------------------------------------- | ----------------------------------------------------------------------------------------- | ----------------------------------------------------------------------------------------- | ----------------------------------------------------------------------------------------- | ----------------------------------------------------------------------------------------- |
| Liverpool                                                                                 | 0:4                                                                                       | Wanderers                                                                                 | Belvedere                                                                                 | 18 de marzo                                                                               | 16:30                                                                                     |
| Danubio                                                                                   | 1:0                                                                                       | Juventud                                                                                  | Jardines del Hipódromo                                                                    | 18 de marzo                                                                               | 16:30                                                                                     |
| Cerro                                                                                     | 2:0                                                                                       | Boston River                                                                              | Luis Tróccoli                                                                             | 18 de marzo                                                                               | 16:30                                                                                     |
| El Tanque Sisley                                                                          | 0:1                                                                                       | Nacional                                                                                  | Atilio Paiva Olivera                                                                      | 18 de marzo                                                                               | 20:30                                                                                     |
| Racing                                                                                    | 1:0                                                                                       | Fénix                                                                                     | Parque Roberto                                                                            | 19 de marzo                                                                               | 16:30                                                                                     |
| River Plate                                                                               | 0:1                                                                                       | Defensor Sporting                                                                         | Parque Saroldi                                                                            | 19 de marzo                                                                               | 16:30                                                                                     |
| Plaza Colonia                                                                             | 2:3                                                                                       | Sud América                                                                               | Alberto Suppici                                                                           | 19 de marzo                                                                               | 16:30                                                                                     |
| Peñarol                                                                                   | 3:2                                                                                       | Rampla Juniors                                                                            | Campeón del Siglo                                                                         | 19 de marzo                                                                               | 20:00                                                                                     |

#### Fecha 8
Los partidos Defensor Sporting-Peñarol y Nacional-Liverpool fueron televisados.
En la jornada, dos jugadores anotaron un triplete, Joel Burgueño para Racing y Brian Lozano para Nacional.
Debido a que Cerro empató su partido y Nacional ganó el suyo, ambos quedaron en la parte más alta de la tabla, con 18 puntos, pero los tricolores con 2 partidos jugados menos.
| «Aníbal "Maño" Ruíz» | «Aníbal "Maño" Ruíz» | «Aníbal "Maño" Ruíz» | «Aníbal "Maño" Ruíz»   | «Aníbal "Maño" Ruíz» | «Aníbal "Maño" Ruíz» |
| Local                | Resultado            | Visitante            | Estadio                | Fecha                | Hora                 |
| -------------------- | -------------------- | -------------------- | ---------------------- | -------------------- | -------------------- |
| Rampla Juniors       | 0:3                  | Racing               | Olímpico               | 25 de marzo          | 16:30                |
| Fénix                | 2:1                  | El Tanque Sisley     | Parque Capurro         | 25 de marzo          | 16:30                |
| Wanderers            | 2:1                  | Boston River         | Parque Viera           | 25 de marzo          | 16:30                |
| Defensor Sporting    | 2:2                  | Peñarol              | Luis Franzini          | 25 de marzo          | 16:30                |
| Danubio              | 1:1                  | Cerro                | Jardines del Hipódromo | 26 de marzo          | 16:30                |
| Sud América          | 1:2                  | River Plate          | Parque Palermo         | 26 de marzo          | 16:30                |
| Juventud             | 0:2                  | Plaza Colonia        | Parque Artigas         | 26 de marzo          | 16:30                |
| Nacional             | 3:0                  | Liverpool            | Parque Viera           | 26 de marzo          | 16:30                |

#### Fecha 9
Peñarol-Sud América, Boston River-Nacional y Cerro-Wanderers fueron los encuentros emitidos por TV.
Nacional perdió su invicto en el torneo, pero Cerro y Defensor dejaron puntos, los de la villa perdieron y la viola empató, por lo que los tricolores mantuvieron la punta, con 19 puntos, pero compartida con Wanderers.
| «Sr. Víctor Semproni» | «Sr. Víctor Semproni» | «Sr. Víctor Semproni» | «Sr. Víctor Semproni» | «Sr. Víctor Semproni» | «Sr. Víctor Semproni» |
| Local                 | Resultado             | Visitante             | Estadio               | Fecha                 | Hora                  |
| --------------------- | --------------------- | --------------------- | --------------------- | --------------------- | --------------------- |
| Liverpool             | 2:1                   | Fénix                 | Belvedere             | 1 de abril            | 16:00                 |
| Plaza Colonia         | 0:0                   | Danubio               | Alberto Suppici       | 1 de abril            | 16:00                 |
| Peñarol               | 4:0                   | Sud América           | Campeón del Siglo     | 1 de abril            | 17:00                 |
| Boston River          | 3:1                   | Nacional              | Centenario            | 1 de abril            | 19:30                 |
| El Tanque Sisley      | 2:0                   | Rampla Juniors        | Campeones Olímpicos   | 2 de abril            | 16:00                 |
| Racing                | 0:0                   | Defensor Sporting     | Parque Roberto        | 2 de abril            | 16:00                 |
| River Plate           | 2:1                   | Juventud              | Parque Saroldi        | 2 de abril            | 16:00                 |
| Cerro                 | 1:2                   | Wanderers             | Luis Tróccoli         | 2 de abril            | 17:00                 |

#### Fecha 10
En la décima fecha, los juegos televisados serán Defensor Sporting-El Tanque Sisley, Juventud-Peñarol y Nacional-Wanderers.
Nacional quedó como líder en solitario con 23 puntos, tras derrotar a Wanderers.
| «Sr. Román Costa» | «Sr. Román Costa» | «Sr. Román Costa» | «Sr. Román Costa»      | «Sr. Román Costa» | «Sr. Román Costa» |
| Local             | Resultado         | Visitante         | Estadio                | Fecha             | Hora              |
| ----------------- | ----------------- | ----------------- | ---------------------- | ----------------- | ----------------- |
| Fénix             | 1:2               | Boston River      | Parque Capurro         | 8 de abril        | 16:00             |
| Defensor Sporting | 3:0               | El Tanque Sisley  | Luis Franzini          | 8 de abril        | 16:00             |
| Juventud          | 0:2               | Peñarol           | Domingo Burgueño       | 8 de abril        | 19:00             |
| Danubio           | 0:0               | River Plate       | Jardines del Hipódromo | 9 de abril        | 16:00             |
| Rampla Juniors    | 2:2               | Liverpool         | Olímpico               | 9 de abril        | 16:00             |
| Sud América       | 3:1               | Racing            | Parque Palermo         | 9 de abril        | 16:00             |
| Plaza Colonia     | 2:2               | Cerro             | Alberto Suppici        | 9 de abril        | 18:30             |
| Nacional          | 2:1               | Wanderers         | Centenario             | 9 de abril        | 19:30             |

#### Fecha 11
Tanto Cerro-Nacional, Liverpool-Defensor como Peñarol-Danubio fueron televisados.
El jugador Facundo Rodríguez convirtió su primer hattrick como profesional, fue para Boston River en el triunfo 4-0 ante Rampla Juniors.
Al final de la fecha, Nacional quedó como único líder con 26 puntos tras ganar su partido.
| «Miguel Bianco Dacunto» | «Miguel Bianco Dacunto» | «Miguel Bianco Dacunto» | «Miguel Bianco Dacunto» | «Miguel Bianco Dacunto» | «Miguel Bianco Dacunto» |
| Local                   | Resultado               | Visitante               | Estadio                 | Fecha                   | Hora                    |
| ----------------------- | ----------------------- | ----------------------- | ----------------------- | ----------------------- | ----------------------- |
| Wanderers               | 0:2                     | Fénix                   | Parque Viera            | 15 de abril             | 16:00                   |
| River Plate             | 3:1                     | Plaza Colonia           | Parque Saroldi          | 15 de abril             | 16:00                   |
| Racing                  | 0:2                     | Juventud                | Parque Roberto          | 15 de abril             | 16:00                   |
| Cerro                   | 1:3                     | Nacional                | Luis Tróccoli           | 15 de abril             | 16:00                   |
| El Tanque Sisley        | 2:1                     | Sud América             | Obdulio Varela          | 16 de abril             | 16:00                   |
| Liverpool               | 0:1                     | Defensor Sporting       | Belvedere               | 16 de abril             | 16:00                   |
| Boston River            | 4:0                     | Rampla Juniors          | Nasazzi                 | 16 de abril             | 16:00                   |
| Peñarol                 | 1:0                     | Danubio                 | Campeón del Siglo       | 16 de abril             | 19:30                   |

#### Fecha 12
Fueron televisados los partidos entre Plaza Colonia-Peñarol y Fénix-Nacional.
Debido a que Nacional triunfó contra Fénix, mantuvo la punta del torneo con 29 puntos. Su escolta, Defensor Sporting, también ganó por lo que quedó con 27 y el tercero, Peñarol, empató y culminó la jornada con 24 unidades.
| «100 años del Club Plaza Colonia» | «100 años del Club Plaza Colonia» | «100 años del Club Plaza Colonia» | «100 años del Club Plaza Colonia» | «100 años del Club Plaza Colonia» | «100 años del Club Plaza Colonia» |
| Local                             | Resultado                         | Visitante                         | Estadio                           | Fecha                             | Hora                              |
| --------------------------------- | --------------------------------- | --------------------------------- | --------------------------------- | --------------------------------- | --------------------------------- |
| Juventud                          | 3:0                               | El Tanque Sisley                  | Parque Artigas                    | 22 de abril                       | 15:30                             |
| River Plate                       | 1:0                               | Cerro                             | Parque Saroldi                    | 22 de abril                       | 15:30                             |
| Danubio                           | 1:0                               | Racing                            | Jardines del Hipódromo            | 22 de abril                       | 15:30                             |
| Plaza Colonia                     | 1:1                               | Peñarol                           | Alberto Suppici                   | 22 de abril                       | 16:00                             |
| Defensor Sporting                 | 1:0                               | Boston River                      | Luis Franzini                     | 23 de abril                       | 15:30                             |
| Rampla Juniors                    | 4:3                               | Wanderers                         | Estadio Olímpico                  | 23 de abril                       | 15:30                             |
| Sud América                       | 1:2                               | Liverpool                         | Parque Palermo                    | 23 de abril                       | 15:30                             |
| Fénix                             | 0:1                               | Nacional                          | Luis Tróccoli                     | 23 de abril                       | 16:00                             |

#### Fecha 13
Los partidos entre Peñarol-River Plate, Wanderers-Defensor y Nacional-Rampla Juniors fueron transmitidos por TV.
El Club Nacional de Football ganó su partido, por lo que mantuvo el liderato, con 32 puntos. Defensor Sporting también logró 3 puntos en la fecha, y se mantuvo como escolta.
| «Gerardo Matos Rodríguez» | «Gerardo Matos Rodríguez»                                                                             | «Gerardo Matos Rodríguez» | «Gerardo Matos Rodríguez» | «Gerardo Matos Rodríguez» | «Gerardo Matos Rodríguez» |
| Local                     | Resultado                                                                                             | Visitante                 | Estadio                   | Fecha                     | Hora                      |
| ------------------------- | --- | ------------------------- | ------------------------- | ------------------------- | ------------------------- |
| Boston River              | 1:0 (enlace roto disponible en Internet Archive; véase el historial, la primera versión y la última). | Sud América               | Nasazzi                   | 29 de abril               | 15:30                     |
| Liverpool                 | 2:2 (enlace roto disponible en Internet Archive; véase el historial, la primera versión y la última). | Juventud                  | Belvedere                 | 29 de abril               | 15:30                     |
| Cerro                     | 1:0 (enlace roto disponible en Internet Archive; véase el historial, la primera versión y la última). | Fénix                     | Luis Tróccoli             | 29 de abril               | 15:30                     |
| Peñarol                   | 1:1 (enlace roto disponible en Internet Archive; véase el historial, la primera versión y la última). | River Plate               | Campeón del Siglo         | 29 de abril               | 19:00                     |
| El Tanque Sisley          | 2:4 (enlace roto disponible en Internet Archive; véase el historial, la primera versión y la última). | Danubio                   | Campeones Olímpicos       | 30 de abril               | 15:30                     |
| Racing                    | 2:2 (enlace roto disponible en Internet Archive; véase el historial, la primera versión y la última). | Plaza Colonia             | Parque Roberto            | 30 de abril               | 15:30                     |
| Wanderers                 | 2:3 (enlace roto disponible en Internet Archive; véase el historial, la primera versión y la última). | Defensor Sporting         | Parque Viera              | 30 de abril               | 15:30                     |
| Nacional                  | 1:0 (enlace roto disponible en Internet Archive; véase el historial, la primera versión y la última). | Rampla Juniors            | Centenario                | 30 de abril               | 18:00                     |

#### Fecha 14
Serán televisados los partidos entre Defensor-Nacional y Peñarol-Cerro.
El sábado 6 de mayo se enfrentaron el líder Nacional contra su escolta Defensor Sporting, ganó la viola por lo que se posicionó en la punta del torneo, con 33 puntos, uno más que los tricolores.
| «85 aniversario del Club Atlético River Plate» | «85 aniversario del Club Atlético River Plate»                                                        | «85 aniversario del Club Atlético River Plate» | «85 aniversario del Club Atlético River Plate» | «85 aniversario del Club Atlético River Plate» | «85 aniversario del Club Atlético River Plate» |
| Local                                          | Resultado                                                                                             | Visitante                                      | Estadio                                        | Fecha                                          | Hora                                           |
| ---------------------------------------------- | --- | ---------------------------------------------- | ---------------------------------------------- | ---------------------------------------------- | ---------------------------------------------- |
| River Plate                                    | 1:2 (enlace roto disponible en Internet Archive; véase el historial, la primera versión y la última). | Racing                                         | Parque Saroldi                                 | 6 de mayo                                      | 15:30                                          |
| Rampla Juniors                                 | 2:1 (enlace roto disponible en Internet Archive; véase el historial, la primera versión y la última). | Fénix                                          | Estadio Olímpico                               | 6 de mayo                                      | 15:30                                          |
| Danubio                                        | 0:0 (enlace roto disponible en Internet Archive; véase el historial, la primera versión y la última). | Liverpool                                      | Jardines del Hipódromo                         | 6 de mayo                                      | 15:30                                          |
| Defensor Sporting                              | 3:2 (enlace roto disponible en Internet Archive; véase el historial, la primera versión y la última). | Nacional                                       | Luis Franzini                                  | 6 de mayo                                      | 15:30                                          |
| Plaza Colonia                                  | 1:0 (enlace roto disponible en Internet Archive; véase el historial, la primera versión y la última). | El Tanque Sisley                               | Alberto Suppici                                | 6 de mayo                                      | 15:30                                          |
| Juventud                                       | 2:5 (enlace roto disponible en Internet Archive; véase el historial, la primera versión y la última). | Boston River                                   | Parque Artigas                                 | 7 de mayo                                      | 15:30                                          |
| Sud América                                    | 1:2 (enlace roto disponible en Internet Archive; véase el historial, la primera versión y la última). | Wanderers                                      | Parque Palermo                                 | 7 de mayo                                      | 15:30                                          |
| Peñarol                                        | 1:2 (enlace roto disponible en Internet Archive; véase el historial, la primera versión y la última). | Cerro                                          | Campeón del Siglo                              | 7 de mayo                                      | 18:00                                          |

#### Fecha 15
En la última fecha, fueron transmitidos 4 partidos en televisión, por primera vez de a 2 al mismo tiempo. El sábado, Fénix-Defensor Sporting y Nacional-Sud América. Mientras que el domingo, Cerro-Rampla Juniors y Racing-Peñarol.
Debido a que Defensor Sporting ganó su partido, conquistó el Torneo Apertura con 36 puntos.
| «Sr. Francisco "Tito" Forteza» | «Sr. Francisco "Tito" Forteza»                                                                        | «Sr. Francisco "Tito" Forteza» | «Sr. Francisco "Tito" Forteza» | «Sr. Francisco "Tito" Forteza» | «Sr. Francisco "Tito" Forteza» |
| Local                          | Resultado                                                                                             | Visitante                      | Estadio                        | Fecha                          | Hora                           |
| ------------------------------ | --- | ------------------------------ | ------------------------------ | ------------------------------ | ------------------------------ |
| Wanderers                      | 1:2 (enlace roto disponible en Internet Archive; véase el historial, la primera versión y la última). | Juventud                       | Parque Viera                   | 13 de mayo                     | 15:30                          |
| Fénix                          | 1:2 (enlace roto disponible en Internet Archive; véase el historial, la primera versión y la última). | (C) Defensor Sporting          | Parque Capurro                 | 13 de mayo                     | 15:30                          |
| Nacional                       | 4:3 (enlace roto disponible en Internet Archive; véase el historial, la primera versión y la última). | Sud América                    | Centenario                     | 13 de mayo                     | 15:30                          |
| Boston River                   | 0:3 (enlace roto disponible en Internet Archive; véase el historial, la primera versión y la última). | Danubio                        | Nasazzi                        | 14 de mayo                     | 15:00                          |
| Liverpool                      | 1:0 (enlace roto disponible en Internet Archive; véase el historial, la primera versión y la última). | Plaza Colonia                  | Belvedere                      | 14 de mayo                     | 15:30                          |
| El Tanque Sisley               | 2:2 (enlace roto disponible en Internet Archive; véase el historial, la primera versión y la última). | River Plate                    | Obdulio Varela                 | 14 de mayo                     | 15:30                          |
| Cerro                          | 1:2 (enlace roto disponible en Internet Archive; véase el historial, la primera versión y la última). | Rampla Juniors                 | Luis Tróccoli                  | 14 de mayo                     | 15:30                          |
| Racing                         | 1:3 (enlace roto disponible en Internet Archive; véase el historial, la primera versión y la última). | Peñarol                        | Parque Viera                   | 14 de mayo                     | 15:30                          |

## Goleadores
Jugadores con al menos 2 goles en el torneo.
| Jugador           | Club                 | Goles | PJ | Minutos Jugados |
| ----------------- | -------------------- | ----- | -- | --------------- |
| Cristian Palacios | Montevideo Wanderers | 15    | 14 | 1027            |
| Maureen Franco    | Cerro                | 12    | 15 | 1231            |
| Maximiliano Gómez | Defensor Sporting    | 11    | 12 | 979             |
| Fabián Estoyanoff | Fénix                | 8     | 13 | 1123            |
| Facundo Rodríguez | Boston River         | 7     | 12 | 955             |
| Gonzalo Bueno     | Defensor Sporting    | 6     | 14 | 943             |
| Miguel Merentiel  | El Tanque Sisley     | 6     | 14 | 1197            |
| Rodrigo Aguirre   | Nacional             | 5     | 10 | 596             |
| Lucas Cavallini   | Peñarol              | 5     | 14 | 697             |
| Alexander Silva   | Rampla Juniors       | 5     | 13 | 1052            |

| Lista completa       | Lista completa       | Lista completa | Lista completa | Lista completa  |
| Jugador              | Club                 | Goles          | PJ             | Minutos Jugados |
| -------------------- | -------------------- | -------------- | -------------- | --------------- |
| Nahitan Nández       | Peñarol              | 5              | 14             | 1232            |
| Lucas Olaza          | Danubio              | 5              | 15             | 1313            |
| Nicolás Royón        | Liverpool            | 5              | 15             | 1331            |
| Mauricio Affonso     | Peñarol              | 4              | 8              | 596             |
| Brian Lozano         | Nacional             | 4              | 13             | 612             |
| Joel Burgueño        | Racing               | 4              | 14             | 752             |
| Rodrigo Pollero      | Sud América          | 4              | 12             | 884             |
| Junior Arias         | Peñarol              | 4              | 15             | 946             |
| Federico Ramos       | Plaza Colonia        | 4              | 14             | 966             |
| Bruno Giménez        | Sud América          | 4              | 13             | 1065            |
| Hugo Silveira        | Nacional             | 4              | 14             | 1115            |
| Gastón Colman        | Sud América          | 4              | 14             | 1130            |
| Marcos Lyford-Pike   | El Tanque Sisley     | 3              | 10             | 278             |
| Diego Rossi          | Peñarol              | 3              | 9              | 321             |
| Matías Rigoleto      | Rampla Juniors       | 3              | 8              | 388             |
| Juan Ignacio Ramírez | Liverpool            | 3              | 8              | 405             |
| Maxi Pérez           | Boston River         | 3              | 9              | 485             |
| Nicolás De La Cruz   | Liverpool            | 3              | 7              | 540             |
| Martín Ligüera       | Nacional             | 3              | 15             | 543             |
| Kevin Gissi          | Fénix                | 3              | 10             | 645             |
| Adrián Leites        | Rampla Juniors       | 3              | 12             | 656             |
| Nicolás Sosa         | Racing               | 3              | 10             | 664             |
| Cristian Rodríguez   | Peñarol              | 3              | 12             | 826             |
| Gustavo Alles        | Juventud             | 3              | 10             | 856             |
| Santiago González    | Rampla Juniors       | 3              | 15             | 1036            |
| Facundo Peraza       | Cerro                | 3              | 14             | 1116            |
| Leandro Zazpe        | Juventud             | 3              | 14             | 1260            |
| Sergio Blanco        | Montevideo Wanderers | 3              | 15             | 1281            |
| Fernando Gorriarán   | River Plate          | 3              | 15             | 1306            |
| Pablo Ceppelini      | Boston River         | 3              | 15             | 1347            |
| Marcio Benítez       | Juventud             | 2              | 5              | 273             |
| Gastón Alvite        | Racing               | 2              | 11             | 329             |
| Camilo Núñez         | Plaza Colonia        | 2              | 8              | 374             |
| Agustín Canobbio     | Fénix                | 2              | 9              | 388             |
| Tabaré Viudez        | Nacional             | 2              | 7              | 451             |
| Ángelo Gabrielli     | Fénix                | 2              | 6              | 472             |
| Liber Quiñones       | Racing               | 2              | 7              | 530             |
| Cecilio Waterman     | Fénix                | 2              | 12             | 551             |
| Fabricio Núñez       | El Tanque Sisley     | 2              | 13             | 572             |
| Alexander Rosso      | River Plate          | 2              | 12             | 598             |
| Rodrigo Rivero       | Montevideo Wanderers | 2              | 15             | 606             |
| Agustín Gutiérrez    | River Plate          | 2              | 12             | 625             |
| Federico Puppo       | Plaza Colonia        | 2              | 10             | 673             |
| Juan Manuel Olivera  | Danubio              | 2              | 12             | 714             |
| Sebastián Fernández  | Nacional             | 2              | 12             | 716             |
| Abdiel Arroyo        | Danubio              | 2              | 13             | 727             |
| Mathías Saavedra     | River Plate          | 2              | 11             | 759             |
| Facundo Waller       | Plaza Colonia        | 2              | 10             | 844             |
| Federico Castellanos | Plaza Colonia        | 2              | 13             | 920             |
| Diego Rodríguez      | Juventud             | 2              | 11             | 925             |
| Bruno Foliados       | Boston River         | 2              | 13             | 988             |
| Leandro Sosa         | Racing               | 2              | 13             | 1048            |
| Mathías Acuña        | Fénix                | 2              | 15             | 1085            |
| Diego Arismendi      | Nacional             | 2              | 13             | 1090            |
| Matías Zunino        | Defensor Sporting    | 2              | 13             | 1133            |
| Mathías Suárez       | Defensor Sporting    | 2              | 14             | 1162            |
| Ignacio González     | Montevideo Wanderers | 2              | 14             | 1181            |
| Jorge Rodríguez      | Cerro                | 2              | 14             | 1227            |
| José Luis Tancredi   | Cerro                | 2              | 15             | 1244            |
| Emiliano García      | Rampla Juniors       | 2              | 14             | 1260            |
| Rodrigo Canosa       | Cerro                | 2              | 15             | 1261            |
| Jim Varela           | Juventud             | 2              | 14             | 1245            |
| Matías Cabrera       | Defensor Sporting    | 2              | 15             | 1321            |
| Santiago Fosgt       | El Tanque Sisley     | 2              | 15             | 1350            |